# James Williamson (musicien)
Pour les articles homonymes, voir James Williamson et Williamson.
James Williamson est un guitariste, compositeur et producteur américain né le 29 octobre 1949 à Castroville, Texas.

## Jeunes années
Né le 29 octobre 1949 à Castroville, petite bourgade voisine de San Antonio fondée au XIXe siècle par des Alsaciens, James Williamson (son nom complet est James Robert Williamson) est élevé par sa mère et son beau-père, un militaire à l'éducation très stricte. Les déménagements sont fréquents pour le jeune Williamson. À 12 ans, alors qu'il vit dans l'Oklahoma, il apprend à jouer de la guitare auprès d'un dénommé Rusty Sparks.
Sa famille déménage pour Detroit, Michigan, lorsqu'il a 14 ans. C'est à cette période qu'il joue dans son premier groupe, The Chosen Few, qui reprend essentiellement du Rolling Stones. C'est au sein de ce groupe qu'il fait plus tard la connaissance de Ron Asheton, alors bassiste. Le groupe se sépare peu après en 1967, et Asheton va fonder les Stooges avec Iggy Pop.
Williamson garde contact avec Asheton, et fait connaissance avec les Stooges, leur rendant même visite à New-York, alors qu'ils enregistrent leur premier album éponyme, en 1969.

## The Stooges
À l'été 1970, Iggy Pop vire Dave Alexander après sa prestation catastrophique au Goose Lake Festival, et le groupe essaie plusieurs bassistes dont Jimmy Recca. C'est peu après que Ron Asheton suggère d'embaucher un second guitariste pour étoffer le son du groupe. James Williamson devient donc le second guitariste des Stooges dans les derniers mois de leur période Elektra (probablement vers fin 1970-début 1971), laquelle s’achève par la première dissolution du groupe le 8 juillet 1971. Iggy Pop part se désintoxiquer à New York, et y rencontre David Bowie. Lorsque ce dernier propose à Iggy Pop de s’envoler à Londres avec lui pour produire son prochain disque, Iggy n’emmène que James Williamson avec lui, oubliant les frères Asheton… Une fois sur place, ils ne trouvent pas de musiciens qui leur conviennent. James Williamson propose donc à Iggy de faire revenir les Asheton.
Le groupe renaît ainsi en juin 1972, renommé au passage Iggy and The Stooges, et Williamson devient seul guitariste du groupe, reléguant Asheton à la basse. Iggy Pop et James Williamson composent à deux les chansons du troisième album des Stooges, Raw Power. À cette occasion, Williamson développe un style agressif dans sa manière de jouer, influençant largement le punk qui explosera quelques années plus tard.
L’album est un échec commercial. De plus, les Stooges sombrent dans l’abus de drogues dures. Devenus incontrôlables, ils sont remerciés par leur maison de disques, deux ans seulement après leur éviction d’Elektra.

## Après The Stooges
À la fin du groupe en 1974 (marquée par le concert du 9 février 1974 au Michigan Palace de Detroit dont témoigne l'album Metallic K.O.), il continue à accompagner Iggy Pop, composant avec lui son premier album post-Stooges, Kill City, en 1977, un disque dont personne ne voudra à l'époque et qui ne sortira que deux ans plus tard. C’est à cette période qu’Iggy Pop, dont l’état de santé mentale est plus que préoccupant, va de lui-même faire un séjour en hôpital psychiatrique, tandis que Williamson se découvre une nouvelle passion pour l’électronique après avoir travaillé comme producteur de disco en studio. Pendant ses études à la Cal Poly Pomona, il produit le troisième album d'Iggy, New Values, en 1979 (il y joue aussi de la guitare sur quelques titres). Enfin, il commence à travailler sur l'album suivant d'Iggy Pop, Soldier, avant de partir à la suite d'une altercation avec Iggy après l'arrivée de David Bowie, les séances de production de Williamson étant refaites et n’apparaissant pas sur le disque.
James Williamson disparaît alors du monde de la musique, pour rejoindre la Silicon Valley chez AMD où il y conçoit des produits autour de leurs circuits. Il devient vice-président des standards techniques chez Sony et il codifie entre autres les normes d'interopérabilité du disque Blu-Ray.
Lors de la reformation des Stooges en 2003, James Williamson n'est logiquement pas réintégré au groupe. Ron Asheton, probablement rancunier, refuse dans un premier temps (sur la période 2003-2007) de jouer ses compositions. Toutefois, sur la dernière tournée des Stooges (2008), Ron Asheton joue Search and Destroy et I Got A Right. Sur les 3 dernières dates de la tournée (dont une au Palais des Festivals de Cannes) il joue même Raw Power en rappel.

## Retour avec The Stooges
À la suite de la mort de Ron Asheton en 2009, Iggy Pop reprend contact avec Williamson pour la première fois en 29 ans et lui demande s'il veut reprendre la place du défunt guitariste. Comme Williamson vient alors juste de prendre sa retraite, il accepte le défi. Iggy confirme le retour de James Williamson parmi The Stooges après 35 ans d'absence le 20 mai 2009, dans une interview au journal The Australian. Le groupe nouvellement réuni répéte à partir du mois d'août et, le 5 septembre 2009, James Williamson donne son premier concert en 35 ans avec le groupe Careless Hearts, au Blank Club de San José (Californie).
Iggy and The Stooges, avec Williamson de retour à la guitare, donne son premier concert le 7 novembre 2009 à São Paulo.
En mars 2010, le groupe fait son entrée au Hall Of Fame de Cleveland et joue pour l'occasion Search and Destroy avec Scott Thurston au piano.

## Discographie

### Albums

#### Avec The Stooges
- 1973 – Raw Power
- 1976 – Metallic K.O.
- 2013 – Ready to Die

#### Avec Iggy Pop
- 1977 Kill City (enregistré en collaboration avec Iggy Pop en 1975)
- 1979 New Values : production, guitare
- 1980 Soldier : producteur (non crédité)